# Deutsches Zentrum für Luft- und Raumfahrt

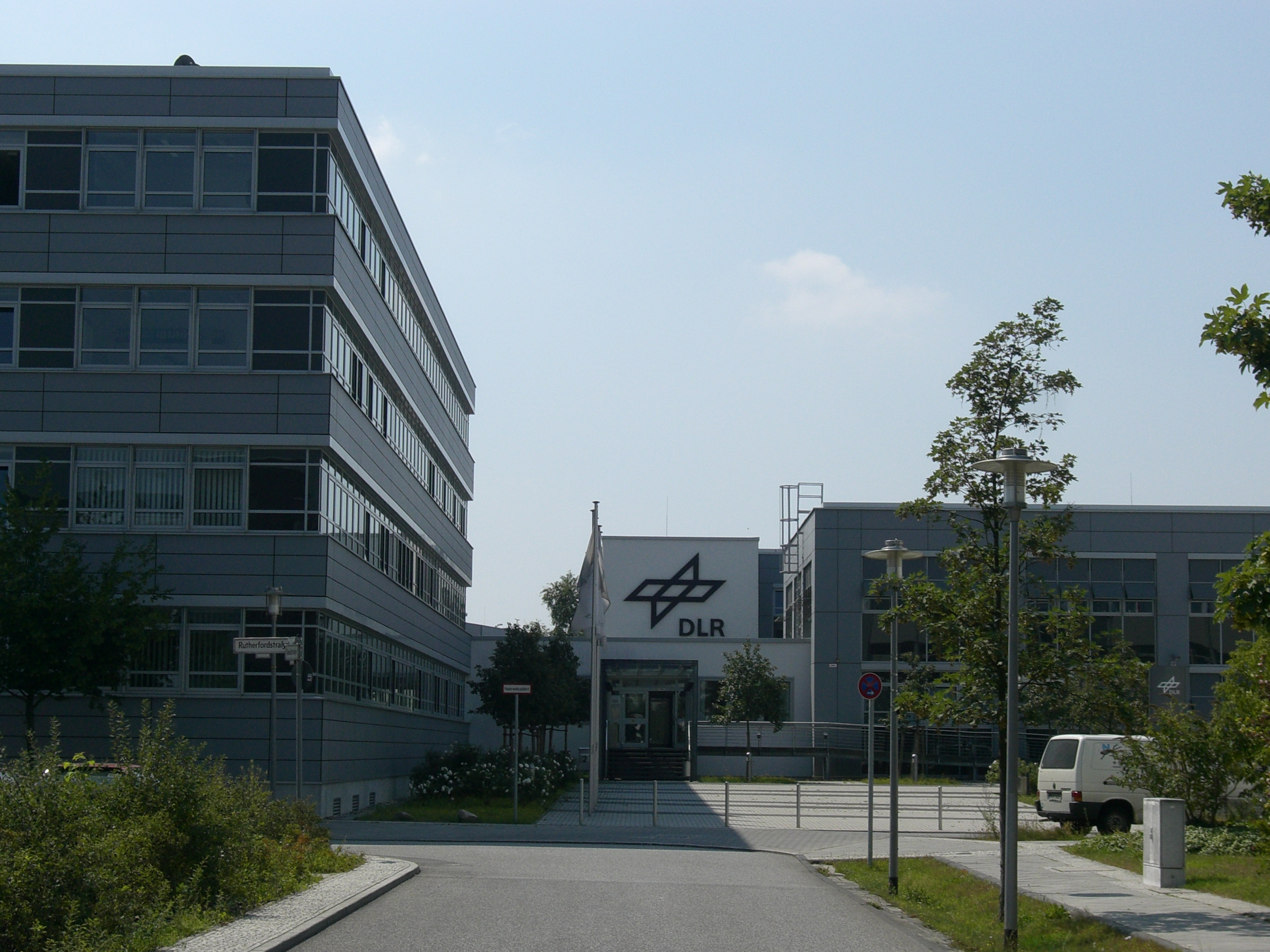
DLR i Adlershof, Berlin

Deutsches Zentrum für Luft- und Raumfahrt (DLR) (tyska centret för luft- och rymdfart) är Tysklands myndighet för rymdfart. DLR grundades 1969 under namnet Deutsche Forschungs- und Versuchsanstalt für Luft- und Raumfahrt. Dess föregångare och historia sträcker sig tillbaka till 1907. DLR är ett forskningscentrum för luft- och rymdfart, energi och trafik. Det har sitt huvudkontor i Köln men har verksamhet på flera andra orter. DLR är genom sin forskning och utveckling i olika samarbeten nationellt och internationellt aktivt. 